# Ivan Asen I.
Ivan Asen I. (bolgarsko Иван Асен I, Ivan Asén I) je bil bolgarski cesar (car), ki je vladal od leta 1189 do 1196, * ni znano,  † 1196, Veliko Trnovo.

## Življenje
Poreklo Ivana Asena in njegovega brata Teodorja (Todorja), ki je kasneje postal cesar Peter IV. , je še vedno predmet razprav. Brata sta se leta 1185 v Kipseli v Trakiji pojavila pred bizantinskim cesarjem Izakom II. Angelom in od njega zahtevala pronojo. Cesar je njuno zahtevo zavrnil, ko je Asen temu ugovarjal  pa mu je cesar prisolil klofuto.  Ogorčena brata sta se vrnila domov in izkoristila nezadovoljstvo zaradi visokih davkov, ki jih je Izak II. uvedel za financiranje vojne z Viljamom II. Sicilskim in svoje poroke z Margareto Ogrsko, in konec leta 1185 sprožila upor proti bizantinski oblasti.
Čeprav  je imel glavno vlogo v vojaških opercijah proti Bizantincem Ivan Asen, so za cesarja  kot Petra IV. izvolili  brata Teodorja. Ker je prvi napad Bolgarov na Preslav spodletel,  je prva prestolnica Drugega bolgarskega cesarstva postalo Tărnovo,  ki je bilo verjetno središče upora. Leta 1185 in 1186 so Bolgari osvojili večino Mezije in preko Stare planine (Balkan) napadli Trakijo.  
Poleti 1186 je Izak II. z veliko vojsko napadel Bolgare v Meziji. Peter IV. je bil navidezno pripravljen pogajati se z Bizantinci,  Ivan Asen pa pobegnil preko Donave, kjer je zbral veliko vojsko Kumanov in se vrnil na pomoč bratu.  Izak II. se je medtem že vrnil v Konstantinopel, zadovoljen s Petrovo obljubo  pokornosti. Ivan Asen je z novo vojsko pohod nadaljeval v Trakijo in se spretno izogibal frontalnim bitkam s  premočno bizantinsko vojsko. 
Izak II. je leta 1186 z novo vojsko prodrl do Sredeca (Sofija), vendar ni napadel ozemelj pod oblastjo nove bolgarske države. Cesar je ponovno napadel leta 1187, pretil  Tărnovemu  in tri mesece brez uspeha oblegal Loveč. Bizantinci so med obleganjem ujeli ženo Ivana Asena  Eleno  in jo zamenjali za Ivanovega mlajšega brata Kalojana, ki je kasneje kot talec zagotavljal sklenjeni mir. Miru nobena stran ni jemala resno. Ko so se na tretjem križarskem pohodu križarji pod poveljstvom svetega rimskega cesarja Friderika I. približevali Konstantinoplu, so odposlanci Petra IV. in Ivana Asena cesarju najprej v Nišu in nato v Odrinu ponudili vojaško pomoč proti Izaku II. Angelu. 
Ko je križarska vojska prešla iz Evrope v Malo Azijo, se je Izak II. odločil dokončno obračunati z Bolgari. Z veliko vojsko je prodrl do Tărnovega in ga začel oblegati. Peter IV. je medtem leta 1189 Ivana Asena kronal  za svojega sovladarja in se brez odpovedi cesarskega položaja umaknil v Preslav. Ivan Asen I., zadolžen za obrambo  Tărnovega, je začel širiti govorice o prihodu velike reševalne vojske Kumanov in dosegel, da se je bizantinska vojska  nemudoma umaknila. Umikajočo vojsko je leta 1190 v zasedi čakal na gorskih prelazih in jo uničil. Izaku II. je  komaj uspelo pobegniti.
Uspehi so se dokončno prevesili v korist Bolgarov, ki so nato leta 1191  osvojili Sredec in Niš, leta 1195 Beograd in  leta 1196 Melnik in Prosek. Bolgarska vojska je prodrla do Seresa,  kjer je ponovno porazila Bizantince. Na povratku je Ivana Asena I. umoril eden od njegovih vojaških poveljnikov Ivanko, kateremu je grozila kazen zaradi razmerja s sestro Ivanove žene. Morilec je poskušal prevzeti oblast v Tărnovem in se pogajati z Bizantinci, h katerim je kmalu zatem pobegnil.

## Družina
Ivan Asen I. je bil prvič poročen z neko Marijo, pokopano v Červenu, in nato z Eleno (Evgenijo), katere predniki niso znani. Zanjo se je včasih domnevalo, da je bila hčerka srbskega vladarja Štefana Nemanje. Povezava je  zaradi sorodstvenih vezi vprašljiva. Z Eleno je imel najmanj dva sinova: 
- Ivana Asena II., bolgarskega cesarja 1218-1241, in
- Aleksandra, sebastokratorja, ki je umrl po letu 1232. Aleksander je imel sina Kolomana II. Asena, bolgarskega carja od leta 1256.

## Zanimivost
Po Ivanu Asenu I. se imenuje Asen Peak na Livingstonovem otoku v Južnem šetlandskem otočju na Antarktiki.

## Vir
- Fine, John Van Antwerp (1994). The Late Medieval Balkans: A Critical Survey from the Late Twelfth Century to the Ottoman Conquest. University of Michigan Press. ISBN 978-0-472-08260-5.

| Ivan Asen I. Dinastija Asen Rojen: ni znano Umrl: 1196 |                         |                      |
| Vladarski nazivi                                       |                         |                      |
| Predhodnik: Peter IV.                                  | Bolgarski car 1189–1196 | Naslednik: Peter IV. |